# Гребля Биреджик
Гребля Биреджик (тур. Birecik Barajı ve Hidroelektrik Santrali) — одна з 21 греблі проєкту розвитку Південно-Східної Анатолії, розташована на річці Євфрат за 60 км нижче греблі Ататюрка і за 8 км вище за течією від міста Биреджик в південно-східній частині Туреччини. Гребінь греблі має довжину більше ніж 2,5 км. , Складається з кам'яно-накидних гребель на лівому і правому берегах річки, і має посередині ділянку бетонної гравітаційної греблі, в якій вбудовані водозлив та споруджено водозабір для електростанції. 
Висота греблі становить 62,5 м. Електростанція обладнана шістьма радіально-осьовими турбінами потужністю 112 МВт кожна і загальною потужністю 672 МВт. Передбачається, що річний виробіток електроенергії складе близько 2,5 мільярда кВт·год. Крім цього, планується використовувати водосховище площею 56 км² для поливу 70,000 га сільськогосподарських угідь. Проєкт будівництва греблі і ГЕС Биреджик мав обсяг інвестицій у 2,3 мільярда німецьких марок, що було в основному здійснено з міжнародним капіталом . Власник електростанції — фірма «Birecik AS», яка є турецькою компанією , власником основного пакету акцій якої є компанії Phillip Holzmann AG/Німеччина, Gama Industry/Туреччина , Strabag AG/Австрія і Turkish Electric Utility Company (TEAS), а інша частина акцій розподілена між постачальниками гідроелектричного і механічного устаткування, плануючими і експлуатуючими організаціями.